# Paul Beckers
Paul Beckers (22 augustus 1962) is een Belgisch ultraloper.

## Loopbaan
Met één wereldtitel en twee Europese titels op de 24-urenloop is Paul Beckers de meest succesvolle ultraloper in België. Zijn Belgische 24-uurs-record staat op 270.087 km.